# Jean Tigana
Jean Tigana (Bamako, 1955. június 23. –) Európa-bajnok francia labdarúgó, középpályás, edző.

## Pályafutása

### Klubcsapatban
1965-ben kezdte a labdarúgást. Az ASPTT Marseille , az SO Les Caillols, és a Cassis korosztályos csapataiban játszott. 1975-ben a Toulon első csapatában mutatkozott be, ahol három idényen át szerepelt. 1978 és 1981 között az Olympique Lyon játékosa volt. 1981 és 1989 között a Bordeaux labdarúgója volt, ahol három bajnoki címet és két francia kupa győzelmet szerzett a csapattal. 1989 és 1991 között az Olympique Marseille csapatában szerepelt és két további bajnoki aranyérmet nyert az együttessel. 1991-ben fejezte be az aktív labdarúgást.

### A válogatottban
1980 és 1988 között 52 alkalommal szerepelt a francia válogatottban és egy gólt szerzett. A spanyolországi világbajnokságon a negyedik helyezett csapat tagja volt. 1984-ben a hazai rendezésű Európa-bajnokságon aranyérmes lett a válogatottal. 1986-os világbajnokságon Mexikóban ismét részt vett, ahol bronzérmet szerzett az együttessel.

### Edzőként
1993 és 1995 között korábbi klubja, az Olympique Lyon vezetőedzője volt. 1995 és 1999 között az AS Monaco szakmai munkáját irányította. Az 1996–97-es idényben bajnoki címet nyert a csapattal, majd a szuperkupát is megnyerték. 2000-ben Angliába szerződött és a Fulham menedzsere lett. Az első idényben megnyerték First Division küzdelmeit és feljutottak a Premier League-be. 2003-ban távozott az angol klubtól. 2005 és 2007 között a török  Beşiktaş vezetőedzője volt. Kétszer nyer a csapattal török kupát és egyszer szuperkupát. 2010-11-ben a Bordeaux, 2012-ben a kínai Sanghaj Senhua csapatainál tevékenykedett.

## Sikerei, díjai

### Játékosként
- Az év francia labdarúgója: 1984

 Franciaország
- Európa-bajnokság
  - aranyérmes: 1984, Franciaország
- Világbajnokság
  - bronzérmes: 1986, Mexikó
  - 4.: 1982, Spanyolország

 Girondins de Bordeaux
- Francia bajnokság (Ligue 1)
  - bajnok: 1983–84, 1984–85, 1986–87
- Francia kupa (Coupe de France)
  - győztes: 1986, 1987

 Olympique de Marseille
- Francia bajnokság (Ligue 1)
  - bajnok: 1989–90, 1990–91

### Edzőként
- Az év francia labdarúgóedzője: 1997

 AS Monaco
- Francia bajnokság (Ligue 1)
  - bajnok: 1996–97
- Francia szuperkupa (Trophée des Champions)
  - győztes: 1997

 Fulham FC
- Angol bajnokság (másodosztály – Football League First Division)
  - bajnok: 2000–01

  Beşiktaş
- Török kupa
  - győztes: 2006, 2007
- Török szuperkupa
  - győztes: 2006